# ふぞろいの天使たち
『ふぞろいの天使たち』は、フジテレビ系列局で放送されたフジテレビ製作のバラエティ番組。全20回。製作局のフジテレビでは1998年4月18日から9月26日まで、毎週土曜 25:45 - 26:15 (JST) に放送。

## 出演者
- ヒロミ
- 杉本哲太
- 坂井真紀
- 金子賢
- 野村義男（ナレーター）

## 内容
1. ガラス工芸 -前編-（4月18日）
2. ガラス工芸 -後編-（4月25日）
3. おいしい蕎麦 -前編-（5月2日）
4. おししい蕎麦 -後編-（5月9日）
5. イルカと戯れる（5月16日）
6. 水族館の新しい楽しみ方（5月23日）
7. ニュースポーツを楽しもう -前編-（6月6日）
8. ニュースポーツを楽しもう -後編-（6月13日）
9. エアガンを極める -前編-（6月20日）
10. エアガンを極める -後編-（6月27日）
11. ボウリングを楽しもう -前編-（7月4日）
12. ボウリングを楽しもう -後編-（7月11日）
13. 大活躍集（8月1日）
14. 夏を楽しむ（8月8日）
15. 海で楽しもう（8月15日）
16. 大感謝祭（8月22日）
17. はとバス東京観光 -前編-（8月29日）
18. はとバス東京観光 -後編-（9月12日）
19. 総集編（9月19日）
20. THE WAY WE WERE 〜僕たちが楽しんで出来た事〜（9月26日）

## テーマソング
- 「すべては僕らのために」electric combat
- 「マイナーチェンジ」スーパー!?テンションズ

## スタッフ
- 構成：永井準、鈴木おさむ、田端鹿志、みやじまのぶひろ / 小園浩己
- 技術協力：共同テレビ、FLT
- TD：佐々木信一
- CAM：高島洋雄
- VE：島田祐司
- AUD：村脇昭一
- 照明：吉川知孝
- 美術制作：重松照英
- デザイン：棈木陽次
- 美術進行：今井隆之
- 大道具：大原隆
- 装飾：藤間俊昭
- 持道具：土屋洋子
- 衣裳：井戸川知美
- メイク：田川達郎
- アクリル：熊谷好恵
- タイトル：岩崎光明
- CG制作：小池秀樹、中村公一
- 編集：木村秀雄、豊田彰広
- 音響効果：川端智之（4-Legs）
- MA：若月正幸（4-Legs）
- 広報：稲葉匡信
- TK：山中京子
- 連絡：松本明美
- 演出：坪田譲治
- プロデューサー：荒井昭博
- 制作：フジテレビ第二制作部
- 制作著作：フジテレビ

| フジテレビ 土曜25:45枠      | フジテレビ 土曜25:45枠 | フジテレビ 土曜25:45枠                                        |
| 前番組                      | 番組名                 | 次番組                                                        |
| --------------------------- | ---------------------- | ------------------------------------------------------------- |
| A女E女 ※25:25 - 26:25       | ふぞろいの天使たち     | 続!ボキャブラ天国 ※25:45 - 26:25 （火曜20時枠から移動・改題） |
| フジテレビ ヒロミの深夜番組 |                        |                                                               |
| ふぞろいの大人たち          | ふぞろいの天使たち     | 続!ボキャブラ天国                                             |